# Paul Mann
Paul Mann (Toronto, 2 gennaio 1913 – Bronxville, 24 settembre 1985) è stato un attore canadese.
È conosciuto soprattutto per le sue interpretazioni nei film Il ribelle dell'Anatolia (1963) di Elia Kazan e Il violinista sul tetto (1971) di Norman Jewison, per cui ottenne le candidature al Golden Globe per il miglior attore non protagonista nel 1964 e nel 1972.